# Franciszek Makowiecki
Franciszek Makowiecki herbu Pomian – podczaszy kamieniecki w latach 1696–1704.
Był elektorem Augusta II Mocnego z województwa podolskiego w 1697 roku.
Poseł na sejm 1703 roku z województwa podolskiego. Konsyliarz województwa podolskiego w konfederacji sandomierskiej 1704 roku.